# جشنواره فیلم کن ۱۹۷۸
سی یکیمن دوره جشنواره فیلم کن، در این دوره ۲۳ فیلم با هم به رقایت پرداختند که در آخر، نخل طلا به فیلم درخت چوب سندل ارمانو اولمی رسید.

## هیئت داوران

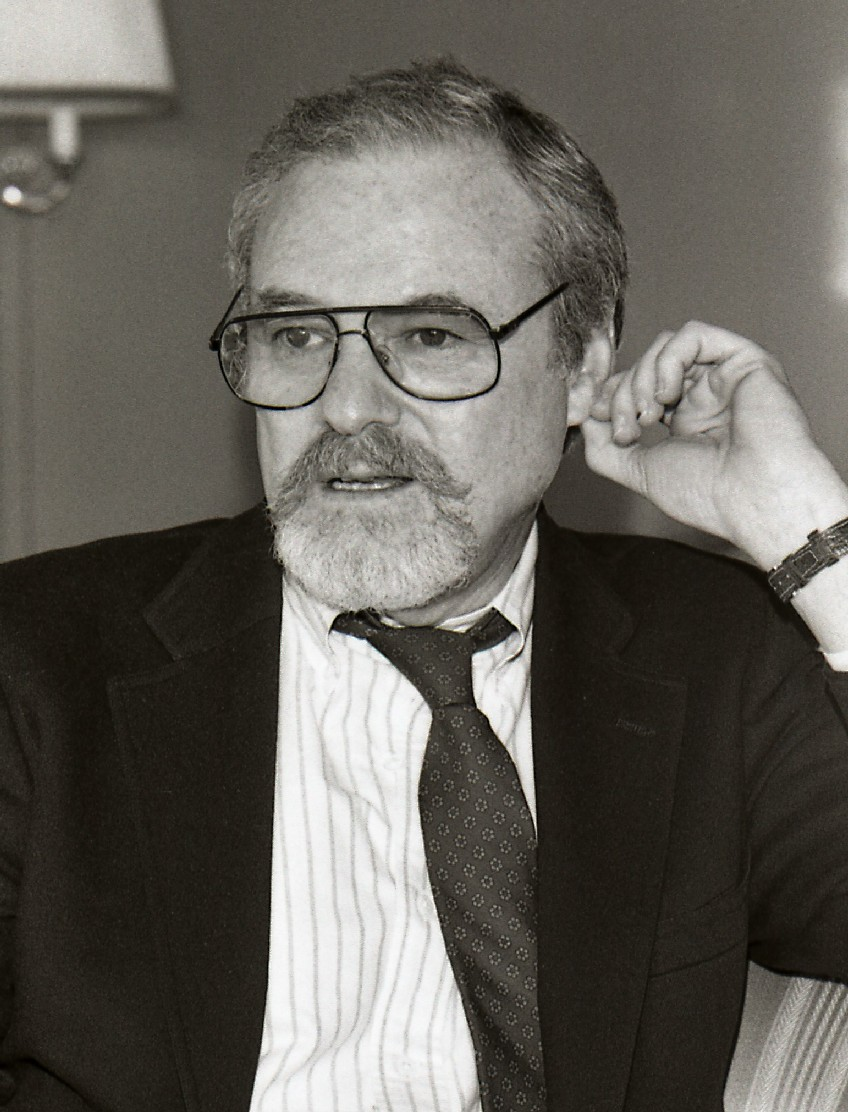
آلن جی پاکولا، رئیس هیئت داوران

- آلن جی پاکولا
- فرانکو بروزاتی
- فرانسوا شاله
- آندری کونچالوفسکی
- لیو اولمان

## مسابقه
فیلم‌های زیر برای بخش مسابقه انتخاب شده‌اند :
- امپراتوری هوس - ناگیسا اوشیما
- زن مجرد - پل مازورسکی
- بای‌بای میمون - مارکو فرری
- بازگشت به وطن - هال اشبی
- افسردگی (فیلم) - راینر ورنر فاسبیندر
- زن چپ‌دست - پیتر هاندکه
- Ecce bombo - نانی مورتی
- El recurso del método - میگل لیتین
- Kravgi gynaikon - ژول داسن
- درخت چوب سندل - ارمانو اولمی
- چشمان بسته (فیلم ۱۹۷۸) - کارلوس سائورا
- قطار سریع‌السیر نیمه‌شب - آلن پارکر
- Pretty Baby - لویی مال
- مارپیچ (فیلم ۱۹۷۸) - کژیشتف زانوسی
- The Chant of Jimmie Blacksmith - فرد شپیسی
- فریاد (فیلم ۱۹۷۸) - یرژی اسکولیموفسکی
- ویولت نوزیر - کلود شابرول
- Who'll Stop the Rain - کارل رایز

## برندگان

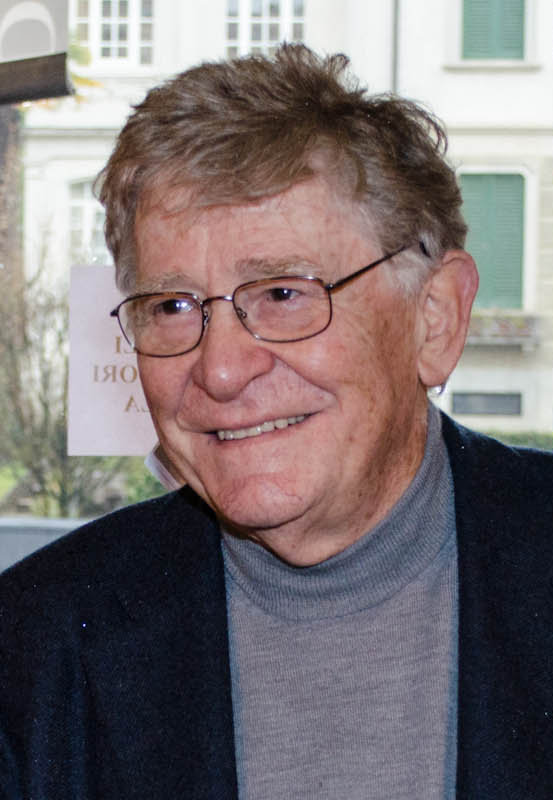
ارمانو اولمی، برنده نخل طلا

- نخل طلا: درخت چوب سندل - ارمانو اولمی
- جایزه بزرگ (جشنواره فیلم کن):
  - بای‌بای میمون - مارکو فرری
  - فریاد (فیلم ۱۹۷۸) - یرژی اسکولیموفسکی
- جایزه بهترین بازیگر مرد جشنواره فیلم کن: جان ویت برای بازگشت به وطن
- جایزه بهترین بازیگر زن جشنواره فیلم کن:
  - جیل کلایبورگ برای زن مجرد
  - ایزابل هوپر برای ویولت نوزیر
- جایزه بهترین کارگردان جشنواره فیلم کن: ناگیسا اوشیما برای امپراتوری هوس